# Wraxall and Failand
Wraxall and Failand is een civil parish in het bestuurlijke gebied North Somerset, in het Engelse graafschap Somerset met 2302 inwoners.